# Симатай
Симата́й (кит.: 司馬臺,піньїнь: Sīmǎtái) — ділянка Великого китайського муру, що розташована на півночі повіту Міюнь, 120 км на північний схід від Пекіна. Захищала підходи до району Губейкоу. Стратегічний пояс в східній частині муру.
Ця ділянка була побудована за часів династії Північне Ці (550—557 рр.) і перебудована за династії Мін. Вона є однією з небагатьох, що зберегли первинні риси з часів династії Мін.
| Китай | Це незавершена стаття з географії КНР. Ви можете допомогти проєкту, виправивши або дописавши її. |

1. ↑  http://dtdj.cchicc.org.cn/#/stateprotect
2. ↑  https://www.gov.cn/gongbao/content/2001/content_60955.htm — 2001.